# 井上彩名
井上 彩名（いのうえ あやな、1967年4月30日 - ）は、日本の女優・声優・演出家・作家 ・シルバーデザイナー。

## 来歴
東京都中野区出身。東京都立工芸高等学校金属工芸科卒業。
1986年に木曜ドラマストリート「若い人」でデビュー。
1988年に月9ドラマ『君が嘘をついた』の主役に抜擢され、女優として注目を集める。
1988年当時は、ロックバンド「B-Bee」のボーカリストとしても活動した。
ロックバンド筋肉少女帯のアルバムレコーディングメンバーとして参加。1989年『猫のテブクロ』 - 1992年『エリーゼのために』
1999年『ぐるぐるタウンはなまるくん』ペンギンのぺんぺ役で声優デビュー
エッセイスト、イラストレーターとして、愛猫シゲチヨのエッセイを猫雑誌『猫の手帳』に掲載したのち、シゲチヨの最期の闘病記『シゲチヨ日記』を、2010年、漫画家まつらゆうこ作画で原作コミック出版。
2014年から、ラスベガススタイルミュージックショー、『ミュージックカクテルクラブ (MCC)』を主宰、振付・演出。自身もボーカリストとして出演しているが、キャスティングしたアーティストたちは、それぞれのジャンルで高い技術を持ち、ショーは原宿ラドンナで定期的に開催され、現在も高い人気を誇っている。
シーマプロモーション、スタッフ・ポイント、メディアフォースに所属していた。

## 人物
画家の曽祖父、祖父、金工作家の両親（幼少期に離婚）が東京藝術大学出身で、自身も東京都立工芸高等学校出身の芸術一家。
18歳の試験休みに、知り合いの勧めで受けたテレビドラマのオーディションに受かってしまい、断り切れずに女優デビュー。
養成所の訓練も舞台経験もない事で、自身を女優と呼ばれる事には慣れたが、役者や俳優と紹介される事に気恥ずかしさと引け目を感じると、度々インタビューやMCで答えていた。
21歳から東京スカパラダイスオーケストラ、レピッシュのメンバー等と、クラブイベント『ナイスな夜明け』を開催。このイベントのオーガナイザーの経験が、後のショー制作の原点となる。
アニメの音響監督がカーステレオから流れるラジオの声を聴いてダメ元で事務所にオファーがあり、30歳で声優デビュー。本人はそれまで声にコンプレックスがあったため、ずっと声優の仕事は断っていた。
執筆活動も意外と多く、書く事にスランプを感じた事がないため入稿が早く、連載担当に喜ばれていた。
自身が主宰するラスベガススタイルのミュージックショー、ミュージックカクテルクラブ (MCC) では、スタンダードな英語歌を自身で和訳詞を作り歌っている。和訳詞は英語歌詞の意味を変えない、聴こえる語感を原曲とシンクロさせる事にこだわる。キャスティングはアングラ、メジャー、ジャンルにこだわらず、演目ごと個別にリハーサルしてショー前日のゲネプロで作品を仕上げる独特な演出方法をとる。自身のInstagramで「映画を撮ってる感覚に近いし、自分の脳内劇場で上演出来た作品なら、どんなジャンルのパフォーマーとでも新作を創り出せる」と語っている。
主宰のミュージックショーは成人向けショーで、バーレスクダンサー、緊縛パフォーマー、現役ストリップダンサー、グラビアアイドルらを起用し、ナイトクラブキャストのビジュアル・ブランディングに関わることがある。本人は「どの業界にも偏見はない。人生掛けて仕事に誇りを持つプロ意識のある人の真剣な相談には真剣に取り組むだけ。知らない業界の人との交流は新しい経験で勉強になる。逆にこちらが教えられる事もある」と語る。
アルコールアレルギーのため下戸である。猫好きで猫関連で3冊執筆している。趣味は料理。妹が居る。

## 出演

### テレビドラマ
- 木曜ドラマストリート「若い人」（1986年4月17日、フジテレビ）
- 早春物語〜私、大人になります〜（1986年、TBS）
- な・ま・い・き盛り（1986年、フジテレビ）
- 君が嘘をついた（1988年、フジテレビ） - 中村美佐 役
- 土曜グランド劇場「湘南物語 マイウェイマイラブ」（1989年、日本テレビ） - 田村秋実 役
- ドラマチック22（TBS）
  - 「ばちあたり常夏娘」（1989年10月21日）
  - 「高田純次の無責任社員物語」（1990年1月27日）
  - 「ミニパトより愛をこめて」（1990年2月24日）
- 東京ストーリーズ 第43回「とらぬ男の恋算用」（1990年9月17日、フジテレビ）
- 月曜ドラマスペシャル「みちのく露天風呂　べに花殺人事件」（1990年8月20日、TBS）
- 火曜サスペンス劇場「夢を喰う男」（1990年11月27日、日本テレビ・東北新社） - 娼婦 役
- 映画みたいな恋したい「恋におちて」（1991年11月16日、テレビ東京）
- 芸者小春の華麗な冒険（1991年、テレビ朝日） - 浜木綿 役
- 世にも奇妙な物語「カラオケBOX」（1991年9月26日、フジテレビ） - 香 役
- 裏刑事-URADEKA- 第7話「30億の誘拐!消えた女友達」（1992年、朝日放送）
- 幸せを急がないで 派遣OL恋物語（1992年、テレビ東京）
- アルファベット2/3（1992年、フジテレビ）
- 本当にあった怖い話「もう一人の私」（1992年9月14日、テレビ朝日）
- 綺麗になりたい 第4話、第5話（1992年、日本テレビ） - 妙子 役
- さすらい刑事旅情編V 第19話「秘密写真の罠・消えた女優志願の女」（1993年3月3日、テレビ朝日）
- 七人の女弁護士 第3シリーズ 第10話「レイプ!!狙われた美人キャスター」（1993年3月11日、テレビ朝日） - 平田洋子 役
- 金曜エンタテイメント「ざけんなヨ!!5 一般職OLの悲哀」（1993年10月22日、フジテレビ）
- 君に伝えたい 第10回「遠距離恋愛白書」（1994年6月5日、TBS）
- 浅見光彦シリーズ 第1作 - 14作（1994年 - 2000年、TBS） - 吉田須美子 役
- 金田一少年の事件簿 第2話「タロット山荘殺人事件」（1996年7月20日、日本テレビ） - 北条アンヌ 役
- サイコメトラーEIJI 第3話、第4話「時計仕掛けのリンゴ」（1997年1月25日、2月1日、日本テレビ） - 鳥居あかね 役
- D×D（1997年、日本テレビ） - 藤川香織 役
- 月曜ドラマスペシャル
  - 「浅見光彦シリーズ13 須磨明石殺人事件」（2000年3月27日、TBS） - 吉田須美子 役（家政婦・すみちゃん）
  - 「浅見光彦シリーズ14 後鳥羽伝説殺人事件」（2000年9月4日、TBS） - 吉田須美子 役
- 女と愛とミステリー（テレビ東京）
  - 「事件記者 浦上伸介2 長崎異人館の死線」（2002年5月29日）
  - 「監察医・篠宮葉月 死体は語る3 団地の夫婦連続変死事件」（2003年5月21日） - 太田薫 役
- 子連れ狼 第二部 第7話（2003年、テレビ朝日）
- 土曜ワイド劇場「終着駅シリーズ 霧笛の余韻」（2004年10月2日、テレビ朝日） - 柏木清美 役
- 愛のソレア（2004年、東海テレビ）
- 緋の十字架（2005年、東海テレビ）
- 月曜ゴールデン「財務捜査官 雨宮瑠璃子3」（2007年2月26日、TBS） - 佐々木妙子 役

### テレビアニメ
- ぐるぐるタウンはなまるくん（ぺんぺ）
- GREGORY HORROR SHOW（キャサリン）
- フォルツァ!ひでまる（ミキ）
- へろへろくん（ゲロゲロ）

### 吹き替え
- クリスマスに雪は降るの?
- 恋するハリウッド日記

### バラエティ
- ROCK TV（テレビ東京）[4]
- Let It Beat Japan（千葉テレビ）
- スタジオパークからこんにちは（NHK）

### 映画
- 病院へ行こう（1990年、東映） - 優 役
- ルビーフルーツ（1995年、東映） - ルナ 役
- 歯科医（2000年、ギャガ） - 野田律子 役

### Vシネマ
- Zero WOMAN 名前のない女（1995年、マクザム）
- 新・麻雀放浪記4 旅情編（2000年、ケイエスエス） - ペギーローズ 役

### ゲーム
- GREGORY HORROR SHOW SOUL COLLECTOR（PS2・2003年、カプコン） - キャサリン 役

### ラジオ
- アフタヌーン・ブリーズ（1989年10月2日 - 1996年3月29日、金曜日担当、FM東京）
- J-POP SQUARE（1996年10月3日 - 1999年3月25日、木曜日担当 FM-FUJI）
- PUMP UP RADIO（2010年10月6日 - 2011年9月28日、水曜日担当 FM-FUJI）

### 写真集
- 井上彩名写真集『d'eau』　(1995年 撮影:渡辺達生)